# 霍伦河
霍伦河位于中华人民共和国吉林省舒兰市境内，是细鳞河右岸支流，河名为满语（转写：horon）“巍峨、雄伟”之意。发源于吉林舒兰市东南部新安乡张广才岭山脉大秃顶子山东北侧，自东南向西北流经舒兰新安乡、开原镇、七里乡等乡镇，于平安镇双河村以西汇入细鳞河。河长128千米，河道平均比降1.7‰，流域面积1502平方千米。年均径流量4.35亿立方米。霍伦河上游为山区，植被较好。中游为丘陵区。下游属平原区，两岸大部分被垦为耕地，河床滚动、冲刷、坍岸严重。